# Тропска олуја (филм)
Тропска олуја (енгл. Tropic Thunder) је сатирични акционо-хумористички филм из 2008. године, који је режирао Бен Стилер према сценарију који је написао заједно са Џастином Теруом и Итаном Коеном. Главне улоге у филму тумаче Стилер, Џек Блек, Роберт Дауни Млађи, Џеј Барушел и Брендон Т. Џексон као група глумаца који снимају филм о Вијетнамском рату. Када их њихов фрустрирани режисер (Стив Куган) спусти усред џунгле и погине у несрећи, они су приморани да се ослоне на своје глумачке вештине како би преживели праву акцију и опасност. Тропска олуја пародира многе престижне ратне филмове (нарочито оне засноване на Вијетнамском рату), холивудске студије и метод глумце. Споредне улоге у филму тумаче Ник Нолти, Дени Мекбрајд, Метју Маконахи, Бил Хејдер и Том Круз.
Стилер је започео развој приче за Тропску олују током продукције филма Царство сунца (1987), а касније је позвао Теруа и Коена да му помогну на сценарију. Филм је сниман током 13 недеља 2007. на хавајском острву Кауаи. Опсежна маркетиншка кампања укључивала је лажне веб странице за три главна лика и њихове измишљене филмове, измишљени телевизијски специјал и продају енергетског пића рекламираног у филму.
Филм је биоскопски објављен 13. августа 2008. и наишао је на позитивне реакције критичара, који су нарочито похвалили ликове, причу, лажне трејлере на почетку филма и глумачку екипу. Међутим, приказ особа са инвалидитетом и коришћење „блекфејса” били су тема неких контроверзи. Филм је широм света зарадио преко 195 милиона долара, а Дауни је за своју улогу био номинован за Оскара, награду БАФТА и награду Удружења филмских глумаца, док су и он и Круз били номиновани за награду Златни глобус.

## Радња
Према мемоарима наредника Џона „Детелине” Тејбака, ветерана Вијетнамског рата који је остао без шака, снима се филм Тропска олуја. С изузетком новопридошлог споредног глумца Кевина Сандаскија, чланови главне глумачке поставе — избледела акциона звезда Таг Спидман, охоли петоструки добитник Оскара Кирк Лазарус, прикривено хомосексуални репер Алпа Чино и комичар зависник од дроге Џеф Портној — стварају проблеме неискусном редитељу Дејмијену Кокберну, који не може да их контролише, што доводи до тога да милионска пиротехничка сцена буде протраћена. С обзиром на то да пројекат већ месецима касни, директор студија Лес Гросман даје Дејмијену ултиматум: да доведе глумце под контролу или ће пројекат бити отказан.
По Тејбаковом савету, Дејмијен спушта глумце усред џунгле, са скривеним камерама и намештеним експлозијама специјалних ефеката да би снимили филм у „герилском стилу”. Глумци су наоружани пушкама које испаљују ћорке, заједно са мапом и списком сцена које ће их довести до хеликоптера који чека на крају руте. Непознато глумцима и продукцијском тиму, група је бачена усред Златног троугла, дома банде Пламтећи Змај која производи хероин. Баш када се група спрема да крене, Дејмијен нехотице стане на стару нагазну мину и диже се у ваздух, изненађујући глумце. Таг, верујући да је Дејмијен лажирао своју смрт како би их охрабрио да уверљивије одглуме, уверава остале да је Дејмијен жив и да још снимају филм. Кирк није убеђен, али им се придружује на њиховом путу да побегне из џунгле.
Када Тејбак и оператер пиротехнике Коди Андервуд покушавају да лоцирају преминулог редитеља, заробљавају их војници Пламтећег Змаја. Открива се да Тејбек још увек има руке; он признаје Андервуду да је заправо служио у обалској стражи, да никада није напустио Сједињене Државе и да је написао своје „мемоаре” као омаж војницима. Док глумци напредују кроз џунглу, Кирк, који је уверен да их Тагова неспособност угрожава, и Кевин, једини глумац који се потрудио да се правилно припреми за своју улогу, откривају да их Таг води у погрешном правцу. Аргумент који је уследио доводи до тога да Кирк одводи остатак екипе назад, док војници Пламтећег Змаја заробљавају Тага. Одведен у њихову базу, Таг верује да је у питању сцена логора за ратне заробљенике из сценарија. Затим га доводе до вође банде, 12-годишњег Трана, који открива да је Таг звезда њиховог омиљеног филма, Једноставног Џека, и приморава га да сваки дан по неколико пута пред публиком изведе своју улогу.
У међувремену, у Лос Анђелесу, Тагов агент, Рик „Пекер” Пек, суочава се са Лесом због неиспуњеног члана у Таговом уговору који му даје право на TiVo. Пламтећи Змај зове их телефоном током расправе и захтева откупнину за Тага, али Лес им уместо тога вулгарно прети смрћу. Лес је незаинтересован за спасавање Тага и уместо тога је одушевљен могућношћу велике исплате осигурања ако Таг погине. Покушава да убеди Пекера да пристане на то, обећавајући млазњак Gulfstream V и „пуно новца”.
Кирк, Алпа, Џеф и Кевин откривају фабрику хероина Пламтећег Змаја. Након што су видели да како Тага муче, планирају покушај спасавања на основу филмског сценарија. Кирк глуми фармера који доводи „ухваћеног” Џефа на леђима воденог бивола, ометајући Трана и његове чуваре како би Алпа и Кевин могли да се инфилтрирају и пронађу затвореника. Ипак, комбинација лошег мандаринског и недоследности у његовој причи алармирају Трана. Знајући да је њихова маска проваљена, глумци почињу да пуцају, заваравајући чланове банде да се предају. Њихова контрола над бандом пропада када Џеф зграби Трана и крене према дроги, а банда, схвативши да њихово оружје испаљује ћорке, враћа своје оружје и узвраћа ватру.
Четворица глумаца лоцирају Тејбака, Андервуда и Тага и прелазе мост који је монтиран да експлодира како би дошли до хеликоптера. Таг у почетку остаје иза, верујући да је Пламтећи Змај његова „породица”, али бежи назад вриштећи, гоњен од стране бесне хорде војника. Тејбак уништава мост, спасавајући Тага, али док хеликоптер полеће, Тран испаљује ракету на хеликоптер. Рик неочекивано искочи из џунгле и спасе их бацивши TiVo кутију на путању ракете. Екипа се враћа у Холивуд, а снимци са скривених камера су састављени у дугометражни филм Тропска грешка, који остварује велики критички и комерцијални успех. Филм доноси Тагу његовог првог Оскара, коју му Кирк уручује на церемонији.

## Улоге
| Глумац             | Улога                 |
| ------------------ | --------------------- |
| Бен Стилер         | Таг Спидман           |
| Џек Блек           | Џеф Портној           |
| Роберт Дауни Млађи | Кирк Лазарус          |
| Ник Нолти          | Џон „Детелина” Тејбак |
| Стив Куган         | Дејмијен Кокберн      |
| Џеј Барушел        | Кевин Сандаски        |
| Дени Мекбрајд      | Коди Андервуд         |
| Брендон Т. Џексон  | Алпа Чино             |
| Бил Хејдер         | Роб Слолом            |
| Брендон Су Ху      | Тран                  |
| Реџи Ли            | Бјонг                 |
| Метју Маконахи     | Рик „Пекер” Пек       |
| Том Круз           | Лес Гросман           |